# Robert Denoël
Pour les articles homonymes, voir Denoël.
Robert Denoël est un éditeur français d'origine belge, né le 9 novembre 1902 à Uccle, et mort assassiné le 2 décembre 1945 à Paris. Il est le fondateur des éditions Denoël.

## Biographie

### Débuts d'éditeur
Robert Denoël est d'abord galeriste, marchand d'art et antiquaire. Entre 1926 et 1928, il se rapproche de deux amies, Renée Anne Marie Blanche — divorcée du peintre Jacques d'Otémar qui l'avait aidé à monter une première société – et Suzanne Samuel, installées dans une boutique appelée « Aux Trois Magots », située 60 avenue de La Bourdonnais : prenant 50 % des parts de l'actif, il fonde une nouvelle société, « Aux Trois Magots, Blanche, Denoël & Cie » le 9 mars 1928, et dès juillet, publie des ouvrages de haute bibliophilie vendus par souscription. En avril 1929, sont fondées les « éditions Robert Denoël - À l'enseigne des Trois Magots » (puis Librairie des Trois Magots). Robert Denoël fait dans l'édition d'écrivains modernes : Antonin Artaud, Roger Vitrac, Pierre Mac Orlan, Eugène Dabit sont parmi ses premiers auteurs. 
En avril 1930, il s’associe à l'Américain Bernard Steele (1902-1979) pour fonder à Paris les « Éditions Denoël et Steele ». Durant les années 1930, il se fait connaître comme un éditeur de grand talent publiant des textes d'Antonin Artaud, Louis Aragon, Elsa Triolet, Nathalie Sarraute, Charles Braibant, Paul Vialar, Sigmund Freud, René Allendy, Otto Rank, Pierre Albert-Birot et Louis-Ferdinand Céline dès 1932. 
Il publie également des essais de toutes obédiences, des auteurs d'extrême droite ou fascistes comme Lucien Rebatet, George Montandon ou Adolf Hitler, mais aussi des progressistes comme Franklin D. Roosevelt. Il dirige également de 1934 à 1939 les « éditions de La Bourdonnais », où il fait paraître une soixantaine de titres, dont 
l'un de ses plus gros succès, un ouvrage à caractère érotique, Prélude charnel (1934), signé Robert Sermaise, et dont on pensa qu'il était l'auteur. 
À partir de 1937, Steele, qui craint la montée de l'antisémitisme en France, part pour les États-Unis avec sa mère et revend ses parts à Denoël fin 1938, lequel poursuit seul sous le nom « éditions Denoël ».

### La guerre et l'Occupation
Sa maison d'édition est mise sous scellés en juin 1940, et 29 ouvrages de son fonds figurent dans la liste Otto, mais dès octobre, Robert Denoël reprend ses activités, et établit des cloisonnements entre ses fonctions éditoriales, en fondant les Nouvelles Éditions françaises (NEF), où il publie des ouvrages soit imposés par l’occupant, soit complaisants, y lançant la collection « Les Juifs en France ». Le montage financier de ses actifs éditoriaux est très complexe. 
Grand admirateur de Céline, il fait l'éloge, dans Le Cahier jaune, en novembre 1941, de la noblesse de la « haine » propre à l'auteur de Bagatelles pour un massacre. En 1942, sous la marque Denoël, il réédite une version non expurgée de L'École des cadavres et fait réimprimer plusieurs fois Les Décombres de Lucien Rebatet.
Sous l'Occupation, il compte parmi les éditeurs français impliqués dans la collaboration, et pourtant l'enquête dont sa maison d'édition fera l'objet entre juillet 1945 et 1947 aboutira à un non-lieu. Il est à l'image d'autres éditeurs également auditionnés et inculpés durant cette époque d'épuration tels Bernard Grasset, Gaston Gallimard, Baudinière, Armand Colin, Fernand Sorlot, Maurice Girodias, etc. Le principal problème est qu'il ouvrit sa maison d'édition, tout comme Sorlot, au capital allemand. Il obtint d'un investisseur d'outre-Rhin, l'éditeur berlinois Wilhelm Andermann, un prêt de deux millions de francs, en échange de quoi Denoël lui vendit 49 % des parts de ses actifs éditoriaux. Dès mai 1944, sentant le vent tourner, il liquide la NEF — qui avait publié Georges Montandon — et la Librairie des Trois Magots; quelques mois plus tard, il fonde les Éditions de la Tour, où il édite une dizaine de livres, essentiellement des souvenirs de militaires ayant participé à la lutte contre les Allemands dans une collection intitulée « La Guerre des hommes libres ». Par ailleurs, sur les conseils d'Aragon, il publie en novembre 1944 le premier ouvrage d'Elsa Triolet, qui obtient le prix Goncourt. Mais cependant, dès août 1944, les actifs allemands de son investisseur avaient été placés sous séquestre par le Gouvernement provisoire : il n'avait donc plus vraiment la main sur la maison Denoël.

### Un assassinat mystérieux
En pleine période d'Épuration, alors qu'il préparait encore la veille son audition dans le cadre de l'enquête sur les activités de sa maison d'édition durant l'Occupation, Denoël est assassiné le 2 décembre 1945. Ce jour-là, il reçoit dans le dos une balle de revolver, au sortir de sa voiture garée à l'angle du boulevard des Invalides et de la rue de Grenelle. Il semblerait que des papiers importants — réunis en un dossier établissant le comportement collaborationniste des éditeurs parisiens pendant la guerre, dossier rédigé pour préparer sa défense dans un procès intenté à sa maison d'édition — aient été subtilisés. La procédure d'enquête est longue, souvent contradictoire. Au cours des auditions de témoins et de proches, apparaissent les noms de personnalités telles Cécile Denoël, Jeanne Loviton, l'avocat Pierre Roland-Lévy, et Guillaume Hanoteau. Au bout de cinq ans d'enquêtes, l'affaire, jamais éclaircie, est classée.
À la mort de Robert Denoël, la maison d'édition devient la propriété de l'avocate, autrice et éditrice Jeanne Loviton, qui était devenue sa maîtresse, et à qui Denoël aurait revendu toutes ses parts : Loviton les racheta pour le compte des éditions Domat-Montchrestien qu'elle avait héritées de son père. En 1951, après quatre ans de procès, la justice valide cette vente et, à son tour, Jeanne Loviton revend 90 % des parts à une filiale des éditions Gallimard.

### Bilan de carrière
Entre 1928 et 1945, Denoël publia plus de 700 titres, devenant dans les années 1930 un jeune éditeur important, au même titre que Bernard Grasset — sanctionné après 1944 — et Gaston Gallimard. Il a dû son succès à ses choix éditoriaux, à la diversité de son catalogue, que l'on peut qualifier d'opportuniste : du roman populaire aux essais polémiques, en passant par des écrits modernistes, transgressifs ou à effet de scandale, tels ceux d'Antonin Artaud, Céline et Louis Aragon. Durant l'Occupation, il s'est compromis lourdement en acceptant des capitaux allemands et en publiant des ouvrages antisémites.

### Famille
Son épouse, Cécile Denoël, a lutté entre 1946 et 1950 pour recouvrir la propriété de la maison Denoël. Elle a ensuite fondé sa propre maison, les Éditions La Plaque tournante, avec Albert Morys. Elle est morte en 1980 dans le Midi de la France. Son fils, également prénommé Robert, épouse Arlette Grammare qui lui donne deux fils, Patrice et Olivier.

## Dans la culture populaire
En 2011, dans le téléfilm Les Livres qui tuent, de Denys Granier-Deferre, son personnage est joué par Philippe Hérisson.
En 2013, une comédie intitulée Le Père Denoël est-il une ordure ? signée Gordon Zola est portée à la scène et revient sur son assassinat ; un ouvrage en est tiré (Editions du Léopard démasqué).

### Audiographie
- Rendez-vous avec X, « L'Assassinat de Robert Denoël », sur France Inter, 18 septembre 2021